# Сунце на прозору
Сунце на прозору је трећи студијски албум босанскохерцеговачке поп рок групе Плави оркестар, објављен 1989. године у издању Југотона.
Синглови са овог албума су Каја и Ловац и кошута.

## О албуму
Након албума Смрт фашизму, група снима материјал за нови албум. Тај материјал ће изаћи тек 1989. године.

## Постава
- Саша Лошић - вокал
- Младен Павичић - гитара
- Адмир Ћерамида - бубњеви
- Самир Ћерамида - бас

## Топ листе
| Листа           | Највиша позиција |
| --------------- | ---------------- |
| Радио ТВ ревија | 1                |

## Обраде
- Ловац и кошута[5]-Сестре (К2)[6]
- Дај нам сунца-Let the Sunshine In (из мјузикла Коса)[7]